# Planta farratgera

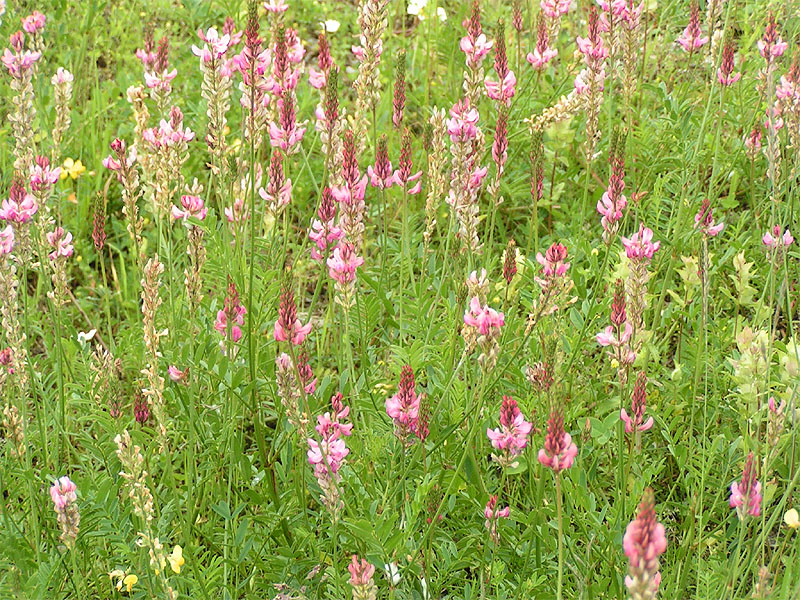
La trepadella conreada Onobrychis viciifolia és una planta farratgera típica

Les plantes farratgeres, o simplement el farratge, són una espècie de planta o una barreja de plantes, cultivades per les seves parts vegetatives (fulles, tiges eventualment arrels), amb l'exclusió dels fruits i les llavors, i que són utilitzades en estat fresc, són conservades generalment per assecament per tal d'alimentar els animals de la ramaderia (bovins, caprins, porcs, ànecs, oques, conills i altres) 
Farratge és una paraula documentada en llengua catalana des de 1364; derivada del llatí farrāgo, -agĭnis 'llavor per al bestiar', i que a la vegada deriva de far, farris 'blat'. Al País Valencià també són normatives les formes ferratja (en femení: la ferratja) i ferratge. Malgrat aquesta etimologia actualment no es considera que les llavors formin part del farratge sinó que, junt amb altres materials secs, ho són del pinso.

## Composició

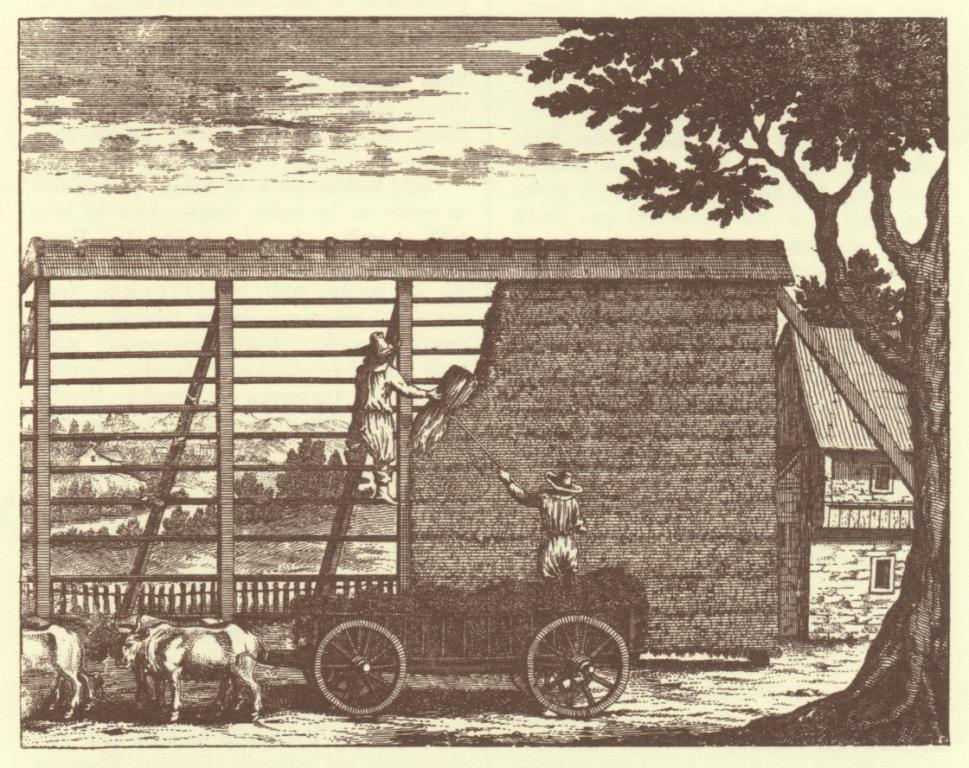
Secadora de farratge utilitzada a Eslovènia cap al 1680

Generalment el farratge el constitueixen plantes herbàcies, essencialment gramínies i secundàriament lleguminoses. El valor energètic dels farratges s'acostuma a donar en unitats farratgeres (UF) en comparació amb el valor energètic d'un kg d'ordi.
A Europa i als Estats Units d'Amèrica, els farratges que es donen als animals remugants són més sovint conreats en forma de prats, permanents o temporals. El consum de farratge es fa aleshores directament per pasturatge (a dent) durant l'estació de creixement de l'herba. També pot distribuir-se als animals estabulats.

## Mètodes de conservació del farratge

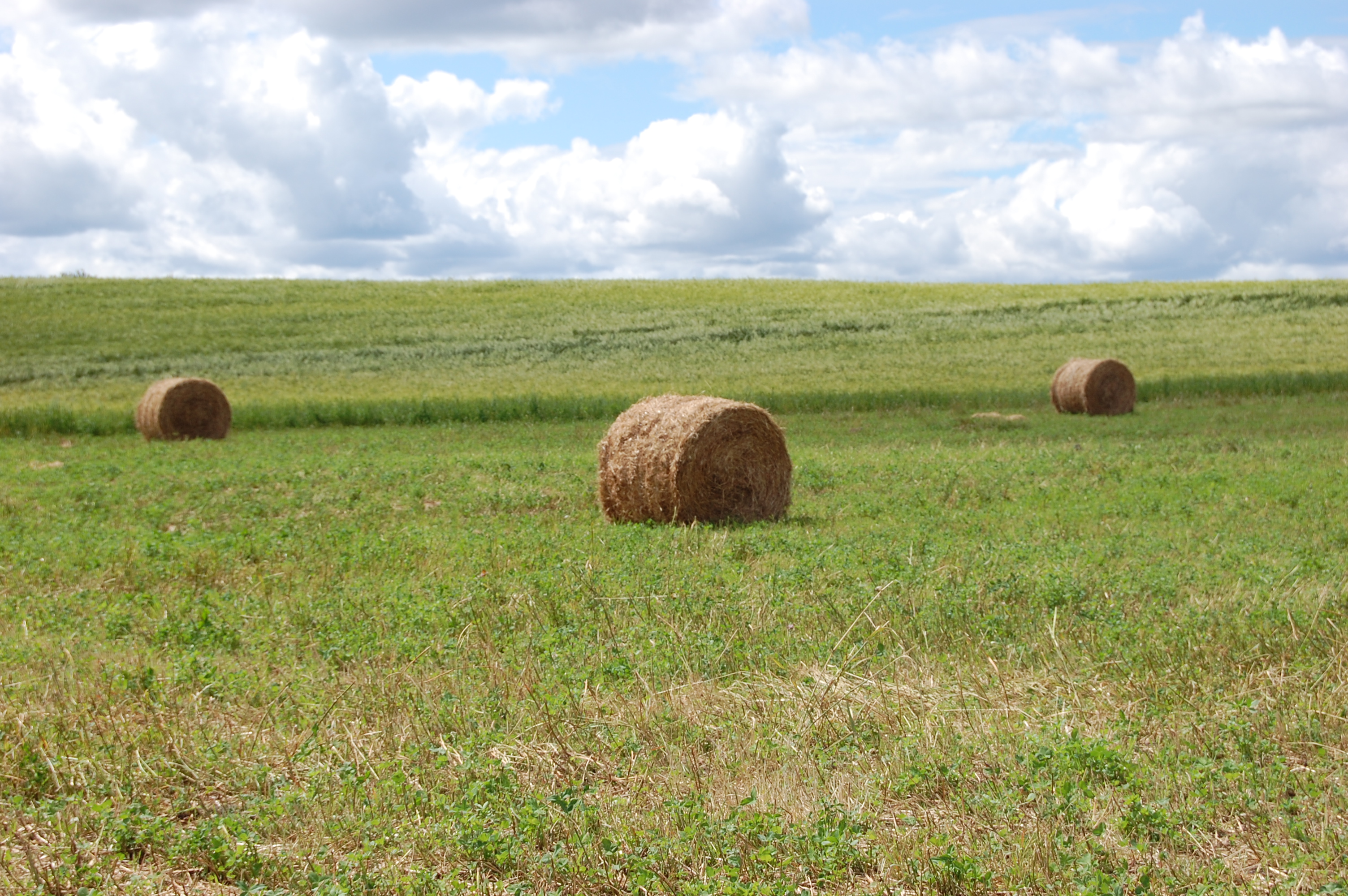
Bales de farroig

Per a fer front a les necessitats dels animals en tot temps, cal conservar el farratge per diversos sistemes, tres mètodes són utilitzats principalment:
- Assecament natural per a fer el fenc;
- Deshidratació farratge deshidratat, en bales o granulat ;
- l'ensitjat, sistema de conservació per la via humida, basat en una fermentació àcida més o menys controlada, emmagatzemant la matèria humida densament tancada en una sitja o en rotlles en el cas de la palla i el fenc. Pot haver-hi un risc de produir toxines fúngiques o bacterianes, fins i tot de botulisme si queden atrapats en els vegetals per ensitjar animals tals com petits mamífers o ocells.

La FAO comptabilitza també com a farratge alguns productes forestals.

## Llista de plantes farratgeres

### Plantes d'escarda
- Bleda-rave farratgera, Beta vulgaris L. subsp. vulgaris, quenopodiàcia
- Colinap, Brassica napus L. var napobrassica (L) Rchb., Brassicàcia
- Col farratgera, Brassica oleracea L. convar, acephala (DC) Alef., brassicàcia
- Rave farratger, Raphanus sativus L. var. oleiformis Pers., Brassicàcia
- Pèsol farratger, Pisum sativum L., Fabàcia
- Dacsa farratgera, Zea mays L., Poàcia
- Sorgo farratger, Sorghum sudanense Stapf, Sorghum bicolor (L.) Moench., Poàcia

### Plantes de prat

#### Gramínies
- Agrostis L. (gènere)
- Escaiola de Canàries (Phalaris canariensis)
- Avena (gènere),
- Bromus (gènere)
- Cynodon dactylon (L.) Pers.
- Dactylis glomerata L.
- Festuca (gènere)
- Phleum (gènere)
- Phalaris aquatica L.
- Poa L. (gènere)
- Lolium (gènere)
- Alopecurus pratensis L.

#### Fabàcies
- Fenigrec, Trigonella foenum-graecum L.
- Favó Vicia faba L.
- lotus (gènere)
- Alfals
- Melilot blanc
- Trepadella cultivada, Onobrychis viciifolia Scop.
- Hedysarum coronarium L.
- Trèvol (gènere)
- Vicia pannonica Crantz
- Vicia sativa L.
- Vicia villosa Roth.

### Altres famílies
- Facèlia, Phacelia tonacetifolia Benth, Hidrofil·làcia